# Caroline De Bruijn

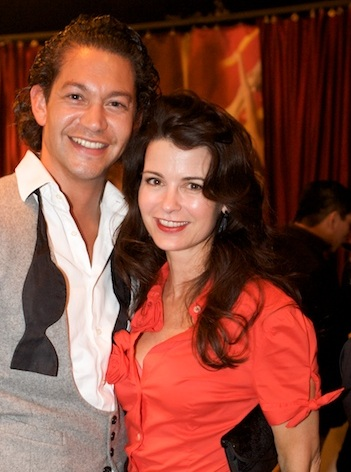
Caroline De Bruijn

Caroline De Bruijn (* 31. Juli 1962 in Dordrecht) ist eine  niederländische Schauspielerin.

## Leben
De Bruijn wuchs in Valkenswaard und Eindhoven auf und erhielt als Kind Ballettstunden und Klavierunterricht. Im Alter von 17 Jahren schloss sie ihr Abitur in Amsterdam ab, besuchte dort die Nationale Balettacademie und studierte Rechtswissenschaft an der Universiteit van Amsterdam. Nebenbei erhielt sie an der Academy for Theater and Dance Gesangs- und Schauspielunterricht und spielte in verschiedenen Bühnenwerken und Musicals mit (u. a. im MUZtheater, Het Zuidelijk Toneel und Noord Nederlands Toneel). 1995 und 1996 moderierte sie auf Euro7 ihre eigene Sendung Tijd voor vrije Tijd. Sie lernte zu der Zeit den Schauspieler Erik de Vogel kennen, mit dem sie bis heute verheiratet ist. Sie und De Vogel haben bis heute beide eine Rolle in Goede tijden, slechte tijden, als das Ehepaar Ludo und Janine. Im Jahr 2000 moderierte sie das Reisemagazin Van hier tot Tokyo auf RTL4.
Soziales Engagement
Im Auftrag der Memisa reisten De Bruijn und De Vogel nach Südafrika und Kamerun, um dort auf AIDS aufmerksam zu machen. Sie veröffentlichten ihre Berichte in der Zeitschrift Margriet. Außerdem ist sie Vorstandsmitglied der Stiftung NORMA.
Privates
De Bruijn lebt in Amsterdam und ist Mutter einer Tochter (* 2000).

## Filmografie
- 1990: 12 steden, 13 ongelukken
- 1991: Take Off
- 1992: Ha, die Pa!
- 1992: Vreemde Praktijken
- seit 1992: Goede tijden, slechte tijden
- 1998: Goede tijden, slechte tijden: De reünie
- 2006: Don
- 2010: Das Geheimnis des Magiers (Het geheim)
- 2012: Alles is familie
- seit 2013: Romancing the globe
- 2014: Kris Kras
- 2015: Sneeuwwitje en de zeven kleine mensen
- 2016: Nieuwe Tijden
- 2018: First Kiss